# Macleay (fiume)
Il Macleay è un fiume situato nel Nuovo Galles del Sud in Australia.

## Geografia
Le sorgenti fluviali si trovano sul lato orientale del Northern Tablelands vicino a Walcha e Armidale. Da qui provengono i fiumi Chandler, Styx e Apsley, che sono importanti affluenti del Macleay. Questi fiumi e altri affluenti come i fiumi Tia, Dyke e Yarrowitch attraversano numerose gole e cascate nell'Oxley Wild Rivers National Park. Il fiume scorre a sud-est della città di Kempsey e dopo aver percorso un totale di 400 chilometri sfocia nell'Oceano Pacifico a South West Rocks.